# Ordobrevia amamiensis
Ordobrevia amamiensis is een keversoort uit de familie beekkevers (Elmidae). De wetenschappelijke naam van de soort werd in 1957 gepubliceerd door Nomura.